# Tranche de vie
« Tranches de vie » redirige ici. Pour les autres significations, voir Tranches de vie (homonymie).
Pour l’article ayant un titre homophone, voir Tranches de vit.

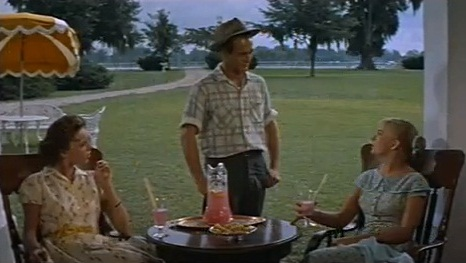
Image tirée de la bande - annonce du film Les feux de l'été

Une tranche de vie est, dans le langage courant, une petite séquence de la vie d'un être caractérisée par un événement particulier, anecdotique ou capital.

## Théâtre
L'expression « tranche de vie » est introduite par le dramaturge Jean Jullien (1854-1919) dans son ouvrage Le Théâtre vivant (1892) où il décrit qu’une pièce de théâtre est « une tranche de vie, mise sur la scène avec art »,.

## Mangas et animes
Ce genre représente une partie des mangas et des animes. Les histoires sont centrées sur le quotidien des personnages (souvent à l’école), généralement en opposition aux mangas/animes d'action/aventure. Parmi ces mangas, on peut trouver ceux d'Inio Asano, habitué du genre, comme Bonne nuit Punpun, Solanin, Dead Dead Demon's Dededededestruction, ou encore Kaguya-sama: Love is War, de Aka Akasaka.

## Série Télé
- Dans Dexter (série télévisée), le personage principal (Dexter Morgan), un tueur en série, utilise son bâteau pour jeter les parties découpées des corps de ses victimes. Ce bâteau porte le nom "Slice of Life" ("Tranche de Vie" en anglais). Il s'agit donc probablement d'un jeu de mot entre ces moments ou le "passager noir" de Dexter l'emporte - et où il doit commettre ses crimes - et le fait qu'il découpe ses victimes après les avoir tuées.